# ناروتو شيبودن: العهد الجديد
ناروتو شيبودن: العهد الجديد (ナルト- 疾風伝 忍立体絵巻!最強忍界決戦!) هي لعبة طورتها تومي ونشرتها كلا من تومي و‌505 غيمز لمنصة نينتندو 3دي إس. هي لعبة مغامرة بتمرير جانبي وإسقاطات صور ثلاثية الأبعاد لمنصة نينتندو 3دي إس. تبدأ اللعبة بناروتو الذي يتدرب في جبل ميوبوكو. بعد تدريبه، استدعاه كاكاشي هاتاكي إلى قرية الورق. عندما يصل، يُفاجَئ ناروتو أن تسونادي قد ألغت المعاهدة مع قرية الرمال، ويبدو أن القرى ستحارب بعضها البعض. تتميز اللعبة برسوميات 2.5 دي مثل سابقاتها في سلسلة مجلس النينجا وسلسلة مصير النينجا.

## الاستقبال
| استقبال |        |
| --- | ------ |
| الدرجات الإجمالية المجموع نقاط غيم رانكينغز 51.17% [ 2 ] ميتاكريتيك 50/100 [ 3 ] نتائج المراجعة نشرة نقاط مجلة نينتندو الرسمية 62% [ 4 ] نينتندو لايف 5/10 [ 5 ] |        |
| الدرجات الإجمالية |        |
| المجموع | نقاط   |
| غيم رانكينغز | 51.17% |
| ميتاكريتيك | 50/100 |
| نتائج المراجعة |        |
| نشرة | نقاط   |
| مجلة نينتندو الرسمية | 62%    |
| نينتندو لايف | 5/10   |

قُوبِلت اللعبة باستقبال مختلط عند الإصدار، لأن غيم رانكينغز أعطاها نسبة of 51.17%، في حين أن ميتاكريتيك أعطاها 50 نقطة من أصل 100.